# 'Amran
'Amran este un oraș din Yemen, capitala governatoratului 'Amran. În 2012 avea o populație de 90.792 de locuitori.